# フェンディ・オノバン
フェンディ・オノバン（Fendi Onobun 1986年11月17日- ）はテキサス州ヒューストン出身の元アメリカンフットボール選手。現役時代のポジションはタイトエンド。

## 経歴
高校時代、バスケットボールでマーテラス・ベネット、チェタ・オゾグウとチームメートであった。彼は大学進学を前に、Rivals.comからスモールフォワードとして全米13位にランクされた。アリゾナ大学で4シーズンバスケットボール選手としてプレー、4年次の2009年にはNCAAトーナメントでベスト16に進出した。アメリカンフットボール経験のなかった彼は、同年にヒューストン大学のフットボールチームに加入、主にスペシャルチーム要員としてプレー、南ミシシッピ大学戦ではエクストラポイントを2度ブロックした。
2010年のNFLドラフト6巡目でセントルイス・ラムズに指名された。その後、ラムズと4年192万ドル（12万9000ドルのサインボーナスを含む）で契約を結んだ。この年開幕ロースターに残り、3試合に出場し2回のレシーブを記録した。
2011年9月3日の最終ロースターカットでラムズから解雇された。9月13日、シアトル・シーホークスとプラクティス・スクワッドとして契約を結んだ。11月9日、ワシントン・レッドスキンズのプラクティス・スクワッドとプラクティス・スクワッドとして契約、同年11月14日、ジャクソンビル・ジャガーズと契約を結んだ。12月6日にジャガーズを解雇されたが、12月9日、バッファロー・ビルズと契約を結んだ。
2012年8月26日、ビルズから解雇された。2013年1月10日、シカゴ・ベアーズとフューチャー契約を結んだ。8月30日、ベアーズから解雇され、9月1日、ベアーズとプラクティス・スクワッド契約を結んだ。